# Office of Civilian Defense

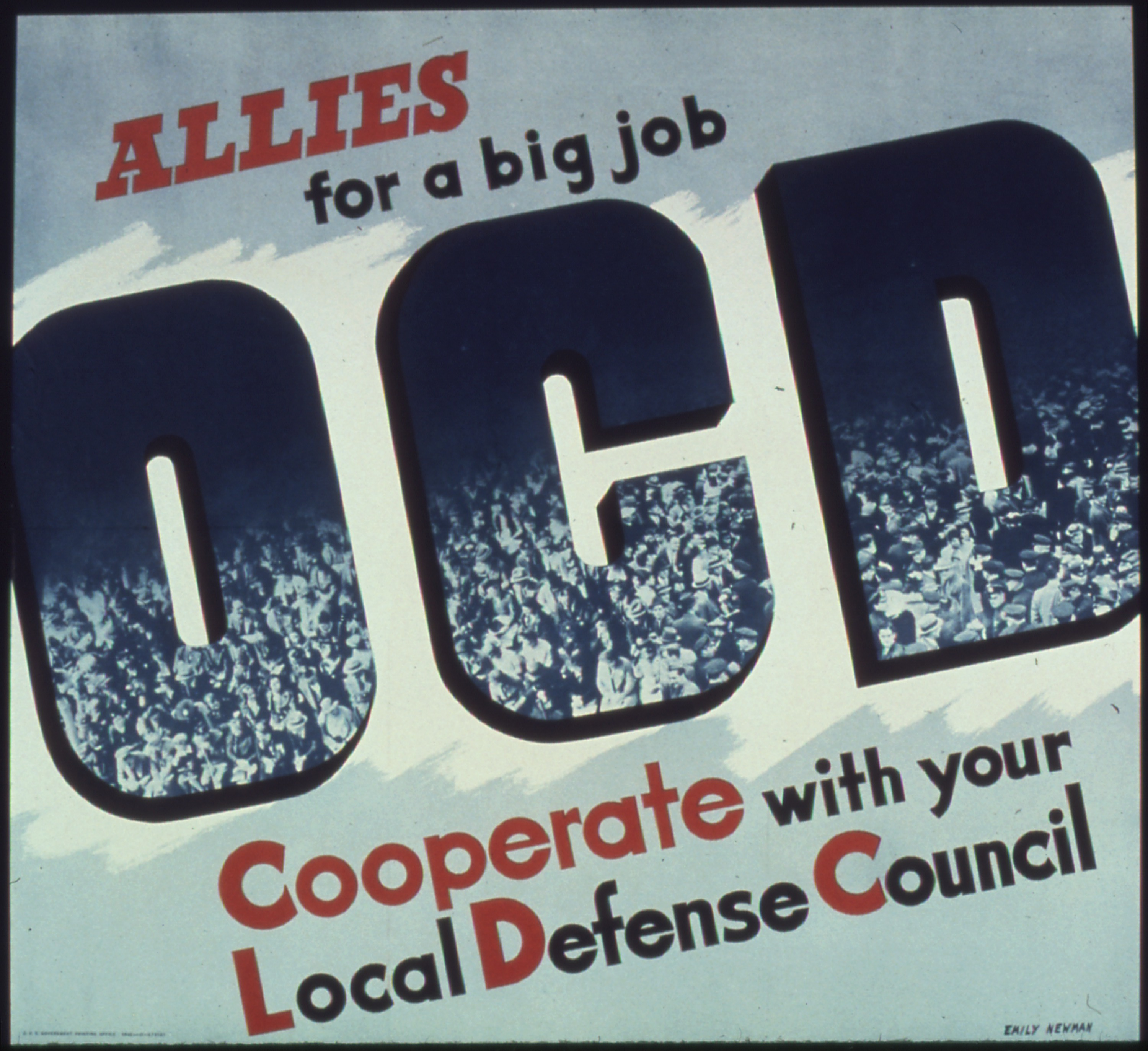
Panfleto "Allies for a big job, Office for Emergency Management. Office of War Information, 1941–1945".

O Office of Civilian Defense ("Escritório de Defesa Civil") foi uma agência federal de emergência de guerra dos Estados Unidos criada em 20 de maio de 1941 pela Ordem Executiva 8757 para coordenar medidas estaduais e federais para proteção de civis em caso de emergência de guerra. Suas duas filiais supervisionavam funções de proteção, como apagões e proteção especial contra incêndio e funções de "serviço de guerra", como creche, saúde, moradia e transporte. Também criou a "Civil Air Patrol". A agência foi extinta pela EO 9.562 de 4 de junho de 1945. Posteriormente, foi criado o "Office of Civil Defense" com atribuições semelhantes.
Fiorello La Guardia foi o primeiro chefe do escritório, sucedido em 1942 por James M. Landis, seguido em 1944 pelo General William N. Haskell. Embora a agência tivesse apenas 75 funcionários pagos, supervisionou e coordenou os esforços de voluntários civis estimados em 11 milhões. As tarefas voluntárias incluíam combate a incêndios e preparação para ataques aéreos. As crianças, sob a supervisão de um adulto, podiam ser voluntárias no "Junior Citizens Service Corps" e eram especialmente úteis em campanhas de arrecadação de sucata em tempos de guerra.